# Неффс (Огайо)
Неффс (англ. Neffs) — переписна місцевість (CDP) в США, в окрузі Бельмонт штату Огайо. Населення — 878 осіб (2020).

## Географія
Неффс розташований за координатами 40°2′21″ пн. ш. 80°48′56″ зх. д. / 40.03917° пн. ш. 80.81556° зх. д. (40.039209, -80.815490).  За даними Бюро перепису населення США в 2010 році переписна місцевість мала площу 10,42 км², з яких 10,32 км² — суходіл та 0,10 км² — водойми.

## Демографія
Згідно з переписом 2010 року, у переписній місцевості мешкали 993 особи в 411 домогосподарстві у складі 291 родини. Густота населення становила 95 осіб/км².  Було 463 помешкання (44/км²).
Расовий склад населення:
| - 98,9 % — білих - 0,2 % — чорних або афроамериканців - 0,1 % — азіатів |

До двох чи більше рас належало 0,3 %. Частка іспаномовних становила 0,2 % від усіх жителів.
За віковим діапазоном населення розподілялося таким чином: 19,0 % — особи молодші 18 років, 64,4 % — особи у віці 18—64 років, 16,6 % — особи у віці 65 років та старші. Медіана віку мешканця становила 44,7 року. На 100 осіб жіночої статі у переписній місцевості припадало 98,2 чоловіків;  на 100 жінок у віці від 18 років та старших — 100,5 чоловіків також старших 18 років.
Середній дохід на одне домашнє господарство  становив 62 222 долари США (медіана — 52 841), а середній дохід на одну сім'ю — 71 768 доларів (медіана — 61 033). Медіана доходів становила 48 975 доларів для чоловіків та 31 027 доларів для жінок. За межею бідності перебувало 13,3 % осіб, у тому числі 44,3 % дітей у віці до 18 років та 25,6 % осіб у віці 65 років та старших.
Цивільне працевлаштоване населення становило 372 особи. Основні галузі зайнятості: освіта, охорона здоров'я та соціальна допомога — 26,9 %, мистецтво, розваги та відпочинок — 18,3 %, сільське господарство, лісництво, риболовля — 16,7 %.